# S Club Carnival 2002

S Club Carnival est un concert donné par le groupe S Club 7 en Grande-Bretagne en 2002.
| Date                      | Ville               | Pays        | Lieu                          |
| ------------------------- | ------------------- | ----------- | ----------------------------- |
| 2 et 3 février 2002       | Belfast             | Royaume-Uni |                               |
| 5 et 6 février 2002       | Manchester          | Royaume-Uni | Manchester Evening News Arena |
| 8 et 9 février 2002       | Sheffield           | Angleterre  | Sheffield Arena               |
| 11 et 12 février 2002     | Nottingham          | Angleterre  | Nottingham Arena              |
| 13 février 2002           | Newcastle upon Tyne | Royaume-Uni | Newcastle Telewest Arena      |
| 15, 16 et 17 février 2002 | Wembley             | Londres     | Wembley Arena                 |
| 19 et 20 février 2002     | Glasgow             | Écosse      | Glasgow SECC                  |
| 22, 23 et 24 février 2002 | Londres             | Royaume-Uni | London Arena                  |
| 26, 27 et 28 février 2002 | Birmingham          | Royaume-Uni | Birmingham NEC                |

## Titres
1. S Club Party
2. Bring It All Back
3. Good Times
4. You're My Number One
5. Friday Night
6. Sunshine
7. Show Me Your Colours
8. Never Had A Dream Come True
9. Stronger
10. Bring The House Down
11. Dance Dance Dance
12. The Long & Winding Road
13. Have You Ever
14. Right Guy
15. Viva La Fiesta
16. You
17. Reach
18. Don't Stop Movin'
19. Carnival Medley: Jammin'/Don't Stop Until You Get Enough/Hot, Hot, Hot